# Юбилейное (Дагестан)
Юбиле́йное — село в Кизлярском районе Дагестана. Административный центр Кизлярского сельсовета.

## Географическое положение
Село находится у региональной трассы Кизляр — Крайновка, на расстоянии 2 км к северу-востоку от города Кизляр, административного центра района.

## История
Образован как посёлок 1-го отделения совхоза «Кизлярский».

## Население
| 1970 | 1989 | 2002 | 2010 | 2021  |
| ---- | ---- | ---- | ---- | ----- |
| 347  | ↗653 | ↗739 | ↗777 | ↗1324 |

### Половой состав
Согласно результатам переписи 2010 года, в селе проживало 777 человек (341 мужчина и 436 женщин).

### Национальный состав
По данным Всероссийской переписи населения 2010 года:
| № | Национальность | Численность, чел. | Доля   |
| - | -------------- | ----------------- | ------ |
| 1 | русские        | 478               | 61,5 % |
| 2 | аварцы         | 149               | 19,2 % |
| 3 | даргинцы       | 60                | 7,7 %  |
| 4 | армяне         | 27                | 3,5 %  |
| 5 | азербайджанцы  | 22                | 2,8 %  |
| 6 | другие         | 41                | 5,3 %  |